# جلان ميتشيل
جلان ميتشيل (بالإنجليزية: Glen Mitchell) هو دراج نيوزيلندي، ولد في 19 أكتوبر 1972 في Putāruru ‏ في نيوزيلندا.

## وصلات خارجية
- جلان ميتشيل على موقع الاتحاد الدولي للدراجات (الإنجليزية)
- جلان ميتشيل على موقع أرشيف الدراجات (الإنجليزية)
- جلان ميتشيل على موقع إحصائيات الدراجات الإحترافية (الإنجليزية)
- جلان ميتشيل على موقع أوليمبيديا (الإنجليزية)
- جلان ميتشيل على موقع اتحاد ألعاب الكومنولث (مؤرشف) (الإنجليزية)